# Fleuré (Orne)
Fleuré – miejscowość i gmina we Francji, w regionie Normandia, w departamencie Orne.
Według danych na z 1990 r. gminę zamieszkiwały 234 osoby, a gęstość zaludnienia wynosiła 20 osób/km² (wśród 1815 gmin Dolnej Normandii Fleuré plasuje się na 655. miejscu pod względem liczby ludności, natomiast pod względem powierzchni na miejscu 403.).